# Édouard Balladur
Édouard Balladur (; n. 2 mai 1929, İzmir, İzmir, Turcia) este un om politic francez de origine armeană. A fost ministrul Economiei și Finanțelor din 20 martie 1986 până în 10 mai 1988, apoi prim-ministrul Franței din 29 martie 1993 până în 16 mai 1995 în cadrul președinției lui François Mitterrand.

## Legături externe
- fr  Pagina pe site-ul al Adunării Naționale (arhivă)